# Charles D. B. King

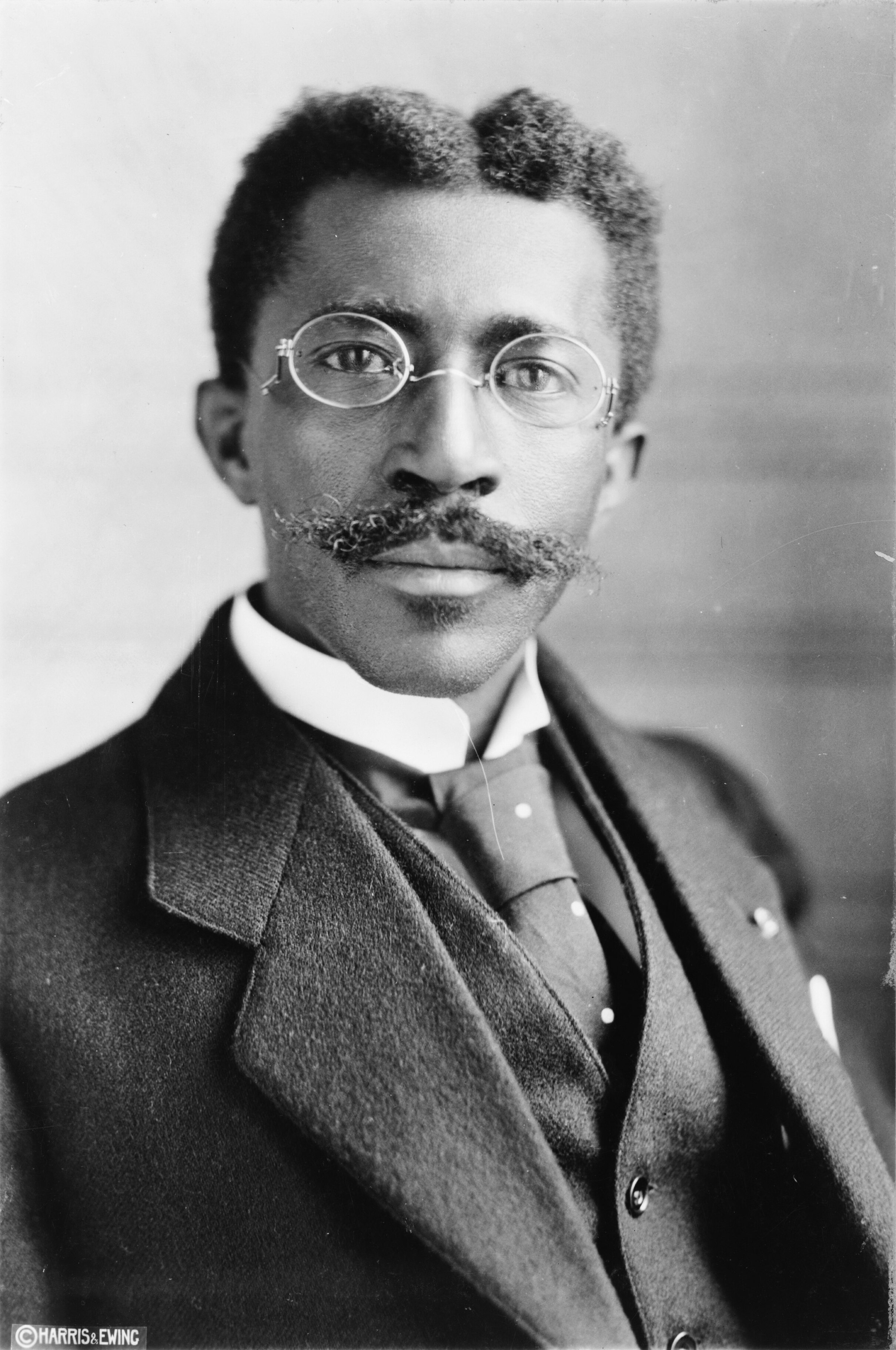
Charles D. B. King (1919)

Charles Dunbar Burgess King (* 12. März 1875 in Monrovia; † 4. September 1961) war ein liberianischer Politiker. Er war von 1920 bis 1930 17. Präsident Liberias und Mitglied der True Whig Party, welche das Land von 1878 bis 1980 regierte.

## Leben
Bevor er zum Präsidenten gewählt wurde, war King seit 1912 Außenminister. In dieser Funktion nahm er 1919 an der Pariser Friedenskonferenz als Vertreter Liberias teil und war Mitunterzeichner des Versailler Friedensvertrages.
Obwohl er ein moderater Unterstützer von Reformen war, unterstützte er weiterhin die Dominanz und den Herrschaftsapparat der True Whig Party. Er wurde im Präsidentschaftswahlkampf von 1927 von Thomas J. Faulkner herausgefordert. Das offizielle Wahlergebnis gab eine Mehrheit von 234.000 Stimmen an, obwohl es nur 15.000 registrierte Wahlberechtigte gab. Dieser Sieg brachte King einen Eintrag im Guinness-Buch der Rekorde für den „unmöglichsten Wahlsieg“. Nachdem Faulkner die Wahl verloren hatte, beschuldigte er Mitglieder der Regierung des Verkaufs von Arbeitnehmern als Sklaven, die Affäre wurde als Fernando-Po-Skandal bekannt. Ein Bericht des Völkerbundes, den eine Delegation unter der Leitung des britischen Arztes Cuthbert Christy anfertigte, unterstützte viele der Behauptungen Faulkners und zog Mitglieder der Regierung, unter ihnen auch den Vizepräsidenten Allen N. Yancy, in den Skandal hinein. Yancy und King traten deswegen im Dezember 1930 zurück.
Von 1949 bis 1951 war King erster Botschafter Liberias bei den Vereinten Nationen.